# ريان بوفل
ريان بوفل (24 يناير 1974 في باربادوس - ) (بالإنجليزية: Ryan Bovell)‏ هو لاعب كريكت بريطاني. شارك مع منتخب جزر كايمان للكريكت.